# 獅子座62
獅子座62，又名BD+00 2729，HD 95849、SAO 118634、HR 4306，是獅子座的一颗恒星，视星等为5.95，位于銀經254.81，銀緯52.49，其B1900.0坐标为赤經10h 58m 29.5s，赤緯+0° 52.49′ 15″。